# Quidditat

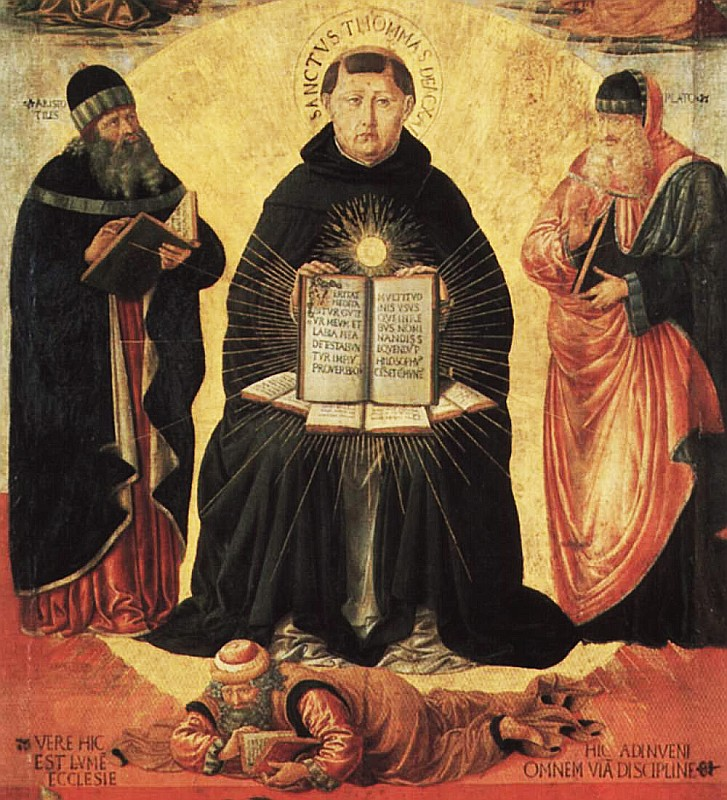
Sant Tomàs d'Aquino, que forjà el terme quidditas per definir l'essència, apareix entre els filòsofs grecs Plató i Aristòtil amb el filòsof Averrois al terra en una pintura de l'artista italià Benozzo Gozzoli.

La quidditat, traducció al català del llatí quidditas (provinent del pronom interrogatiu quid 'què'), és en filosofia emprat en l'escolàstica medieval per Sant Tomàs d'Aquino al segle xiii com a sinònim d'essència o naturalesa.
| «                                                          | I com allò pel qual una cosa es constitueix en el seu propi gènere o espècie és el que significa per la definició, la qual indica el que és la cosa [quid est res], d'aquí es deriva que el nom d'essència ha estat mudat pels filòsofs en el nom de “quidditat”. I això és el que el Filòsof [Aristòtil] - al Llibre VII de Metafísica - anomena freqüentment “quod quid erat esse” o: això pel qual ha de ser quelcom. | » |
| — Sant Tomàs d'Aquino. De l'ens i de l'essència. Llibre I. | |   |

Per això, que la quidditat sigui l'essència derivada de la definició pròpia de les coses, ço és, la resposta al quid, al què, dels éssers, el que constitueix el seu ésser amb independència de la seva existència:
| «                      | El nom de quidditat es deriva d'allò que és significat per la definició. Però essència es diu segons per ella i en ella l'ens ha de ser. | » |
| — Sant Tomàs d'Aquino. | |   |

En aquest sentit, el filòsof dominic l'empra en substitució de l'expressió d'Aristòtil «el que cada cosa és» (τό τί ήν είναι), i per adequar el terme àrab mahiya (ماهية) emprat pel seu comentador Avicenna. Diferenciant així l'existència de l'essència, donant al seu terme quidditat la segona accepció.
Al pensament tomista, l'essència i l'existència es diferencien en tots els éssers contingents, és a dir, el que poden ser o no ser, en termes teològics: tot ésser creat. Així doncs, segons el pensador dominic, només en Déu la seva essència és el mateix que l'existència:
| «                                                     | “Existir és la forma o naturalesa en acte. De fet, la bondat o la humanitat no estarien en acte si no estiguessin el que nosaltres entenem per existir. És necessari, doncs, que entre l'existència i essència en un ésser hi veiem la mateixa relació que hi ha entre la potència i l'acte. Com que en Déu res no és potencial... es dedueix que en Ell no hi ha distinció entre la seva essència i la seva existència. Així doncs, la seva essència és la seva existència.” | » |
| — Sant Tomàs d'Aquino. Summa Theologica, I, q.3, a.4. | |   |

En la llista d'errors que es trobarien a les obres d'Antonio Rosmini, la Congregació de la doctrina de la Fe menciona que el filòsof sostenia que la quidditat de l'ens finit seria el seu límit (a diferència de l'infinit la quidditat del qual és la seva mateixa entitat). Així introduiria una definició negativa per a la quidditat dels ens, la qua cosa aniria contra la doctrina catòlica.